# Manandafy Rakotonirina
Manandafy Rakotonirina (ur. 30 października 1938) – madagaskarski polityk, 16 kwietnia 2009 mianowany premierem przez pozbawionego władzy, byłego prezydenta Marca Ravalomananę.

## Życiorys
Manandafy Rakotonirina urodził się w Fandrianie. Ukończył szkołę podstawową i średnią w mieście Ambositra i Antsirabe, a następnie studiował na Uniwersytecie w Antananarywie. Po studiach został asystentem w Ecole Nationale Supérieure d'Agronomie oraz profesorem socjologii. 
Jako zadeklarowany socjalista, Rakotonirina wstąpił do partia MONIMA (Madagasikara Otronin'ny Malagasy), która stanowiła opozycję wobec rządzącego prezydenta Philiberta Tsiranany. Rakatonirina opowiedział się za powszechnym powstaniem antyprezydenckim, za co w kwietniu 1971 został aresztowany. W maju 1972 brał udział w przygotowywaniu protestu przeciw prezydentowi. 27 grudnia 1972 założył Ruch na rzecz Siły Proletariackiej (MFM). W maju 1973 został ponownie aresztowany.
We wrześniu 1976 nowy prezydent Didier Ratsiraka rozwiązał MFM i umieścił Rakotonirinę w areszcie domowym, który trwał do stycznia 1977. Po wyjściu na wolność, Rakotonirina zgodził się wejść w koalicję z rządzącą partią Ratsiraki. W zamian został członkiem Rady Najwyższej Rewolucji oraz stanął na czele Komisji Gospodarczej. 
W marcu 1989 Rakotonirina wziął udział w wyborach prezydenckich, uzyskując niecałe 20% głosów i zajmując drugie miejsce, za Didierem Ratsiraką. W latach 1991–1993 pełnił funkcję współprezydenta Komitetu Odbudowy Gospodarczej i Społecznej. W wyborach prezydenckich w listopadzie 1992 Rakotonirina zajął trzecie miejsce z wynikiem 10,2% głosów poparcia, za Albertem Zafym oraz Ratsiraką. W wyborach parlamentarnych w 1993 dostał się do parlamentu, w którym zasiadał do 1998. W sierpniu 1993 był jednym z trzech kandydatów do urzędu premiera, jednak parlament ostatecznie wybrał na to stanowisko Francisque'a Ravony'ego. 
W wyborach prezydenckich w 2001 Manandafy Rakotonirina poparł Marca Ravalomananę, a po jego zwycięstwie został mianowany specjalnym doradcą prezydenta. Zmienił również nazwę swojej partii na Ruch na rzecz Postępu Madagaskaru (MFM). Rakotnirina wziął udział w wyborach prezydenckich w grudniu 2006, jednak uzyskał tylko 0,33% głosów poparcia.

### Opozycyjny premier
W marcu 2009 prezydent Ravalomanana został odsunięty od władzy w wyniku zamieszek i zamachu stanu pod przywództwem Andry'ego Rajoeliny. Obalony prezydent nie uznał nowych władz i 16 kwietnia 2009 mianował Rakatonirinę premierem kraju, opozycyjnym wobec administracji Rajoeliny i rządu Monji Roindefo. Ravalomanana powołał go na ten urząd w rozmowie telefonicznej w czasie wiecu swoich zwolenników w Antananarywie, w którym uczestniczył również Rakotonrina. 
Rakatonirina ustanowił swoją siedzibą stołeczny Hotel Carlton i 28 kwietnia 2009 wyznaczył skład swojego gabinetu, samemu obejmując resort obrony narodowej. 29 kwietnia 2009, z polecenia władz, został aresztowany i oskarżony o nielegalne posiadanie broni. Władze obarczyły go również odpowiedzialnością za wywołanie antyrządowych demonstracji.